# مصطفى بيضوضان
مصطفى بيضوضان هو لاعب كرة قدم مغربي سابق من مواليد 18 يونيو 1976، زاول بعدة أندية مغربية أبرزها الوداد البيضاوي.

## روابط خارجية
- مصطفى بيضوضان على موقع قاعدة بيانات كرة القدم.إي يو (الإنجليزية)
- مصطفى بيضوضان على موقع ناشيونال فوتبول تيمز (الإنجليزية)
- مصطفى بيضوضان على موقع كووورة